# Gérard Laureau

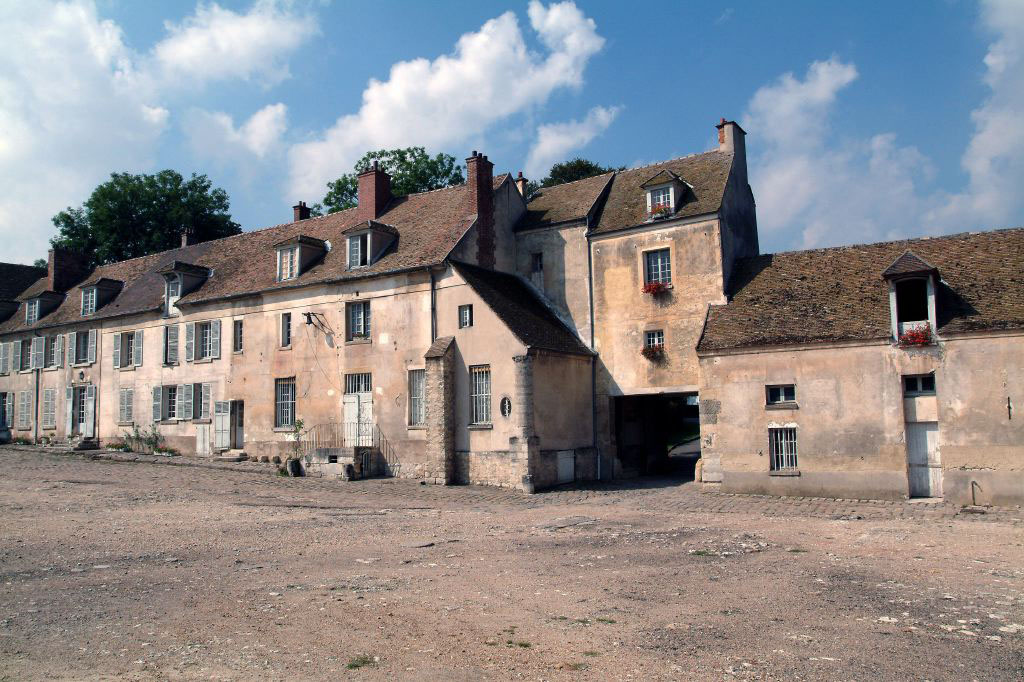
Der Landsitz Ferme de Gally; Wohnsitz der Familie Laureau

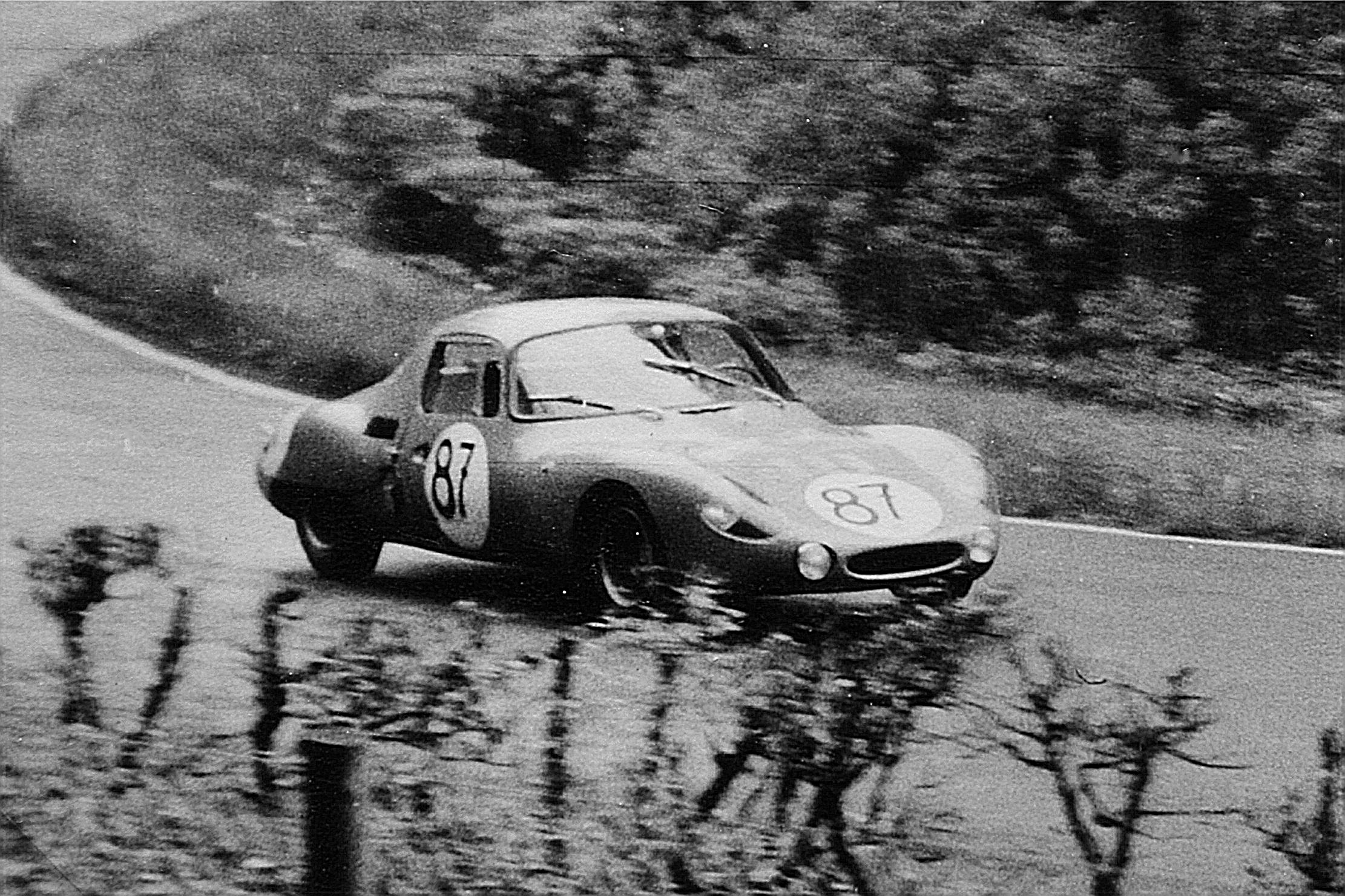
Der René Bonnet Djet von Gérard Laureau und Jean Vinatier beim 1000-km-Rennen am Nürburgring 1963 im Streckenabschnitt Hatzenbach

Gérard Louis Laureau (* 28. März 1920 in Saint-Cyr-l’École; † 27. November 2002 in Évreux) war ein französischer Automobilrennfahrer und Unternehmer.

## Familie und Herkunft
Gérard Laureau wuchs auf einem Landsitz, dem Ferme de Gally, in der Nähe seines Geburtsorts Saint-Cyr-l’École auf. Sein Großvater Georges Laureau hatte auf dem weitläufigen Anwesen aus dem 18. Jahrhundert in den 1940er-Jahren mit der Schafzucht begonnen. Später kamen Acker- und Zierpflanzenbau dazu. Gérard Laureau gründete dort 1968 eines der ersten Gartencenter Frankreichs. 2011 führte Gerards Sohn Xavier einen Betrieb mit 500 Mitarbeitern, 150 ha Ackerland, 60 ha Sonderkulturen und 7000 Quadratmetern Verkaufsflächen an sieben Standorten in Frankreich.
Ein zweites Geschäftsfeld der Familie war das Graben von Brunnen. Über die Jahre wurde daraus ein Unternehmen, das Technologie für Erdölbohrungen lieferte. Gérard Laureau war bis ins hohe Alter immer im Familienbetrieb tätig, sehr vermögend und betrieb den Motorsport als Herrenfahrer.

## Karriere im Motorsport
Mit dem Motorsport kam er Anfang der 1950er-Jahre beim Bohren eines Brunnens am Grundstück des wenig später tödlich verunglückten Rennfahrers Raymond Sommer erstmals in Berührung. 1953 erwarb er einen Jaguar XK 120 und schrieb sich ohne jedwede Rennerfahrung mit seinem Freund Henri Simonot beim 12-Stunden-Rennen von Hyères ein. Bei widrigen Umständen – es regnete die gesamte Fahrzeit beinahe unablässig – erreichte er den unerwarteten achten Gesamtrang. Im selben Rennen verlor Pierre Boncompagni in Führung liegend bei einem schweren Unfall sein Leben.
Ungewöhnlich ist die Geschichte, wie Laureau 1954 Werksfahrer bei Deutsch & Bonnet wurde und gleich bei seinem ersten Antreten für das Team einen Wertungslauf der Sportwagen-Weltmeisterschaft gewann. Sein zweites Rennen mit dem Jaguar war die Tour de France für Automobile 1953, wo er wieder eine Talentprobe gab und lange im Spitzenfeld fuhr. Das Rennen musste er aufgeben, weil er sich am immer wieder herausspringenden Schalthebel die Hand brach. Anwesend bei dem Rennen war der Automobilhändler Georges Trouis, der seine Rennen auf Deutsch-Bonnet-Wagen bestritt und einen neuen Teamkollegen suchte. Vereinbart wurde ein gemeinsamer Start bei der RAC Tourist Trophy 1954. Trouis, der mit seinem eigenen Boot nach Nordirland anreisen wollte, wurde von einem heftigen Sturm gezwungen einen Hafen in England anzulaufen und verpasste das Rennen. Claude Storez, der vorgesehene Partner von Paul Armagnac, war zum Ärger von René Bonnet ebenfalls nicht angereist. So blieb Bonnet nichts anderes übrig als Laureau, der schon seit Tagen vor Ort war, den DB HBR mit Armagnac fahren zu lassen. Das Rennen hatte eine besondere Wertungsform. Für die Punktevergabe in der Sportwagen-Weltmeisterschaft 1954 zählte nicht die Gesamtwertung, sondern die Indexwertung, die ein Verhältnis zwischen leistungsstarken- und leistungsschwachen Fahrzeugen herstellte. Und in genau dieser Indexwertung blieben Laureau und Armagnac erfolgreich. Dieses Ergebnis hatte zweierlei zur Folge: einerseits einen mehrjährigen Vertrag bei Deutsch & Bonnet, den ihn René Bonnet gleich nach dem Rennen unterschreiben ließ, und zweitens die Freundschaft mit Paul Armagnac, die bis zu dessen Todessturz im Training zum 1000-km-Rennen von Paris 1962 auf dem Autodrome de Linas-Montlhéry anhielt.
Der Vertrag zwischen Laureau und Bonnet hatte eine Besonderheit. Laureau fuhr die Rennen ohne Bezahlung, erhielt aber im Gegenzug die Möglichkeit, über die Renneinsätze ausschließlich selbst zu entscheiden. So behielt er seine Unabhängigkeit und konnte dann Rennen fahren, wenn er beruflich freie Zeiten hatte. Sein regelmäßiger Partner war sein Freund Armagnac. 
Mit den kleinen Rennwagen von Deutsch & Bonnet feierte er 15 Klassensiege, darunter 1956, 1960 und 1961 beim 24-Stunden-Rennen von Le Mans. Nach der Trennung von Bonnet und Charles Deutsch 1962 blieb er bei Bonnet und fuhr nun dessen Wagen wie den Djet. Einige Versuche in der Formel 2 blieben erfolglos und nach dem schweren Unfall seines jungen Teamkollegen Jean-Pierre Beltoise beim 12-Stunden-Rennen von Reims 1964 bat ihn seine Frau mit dem Rennsport aufzuhören, eine Bitte, der er entsprach.

## Statistik

### Le-Mans-Ergebnisse
| Jahr | Team                                | Fahrzeug                  | Teamkollege          | Platzierung             | Ausfallgrund              |
| ---- | ----------------------------------- | ------------------------- | -------------------- | ----------------------- | ------------------------- |
| 1955 | Ecurie Jeudy-Bonnet                 | DB HBR                    | Paul Armagnac        | Ausfall                 | Radlager                  |
| 1956 | Automobiles Deutsch & Bonnet        | DB HBR5                   | Paul Armagnac        | Rang 10 und Klassensieg |                           |
| 1957 | Automobiles Deutsch & Bonnet        | DB HBR                    | Paul Armagnac        | Ausfall                 | Unfall                    |
| 1958 | Automobiles Deutsch & Bonnet        | DB HBR4 Spyder            | Louis Cornet         | Rang 12                 |                           |
| 1959 | Automobiles Deutsch & Bonnet        | DB HBR4                   | Pierre Chancel       | Ausfall                 | Motorschaden              |
| 1960 | Automobiles Deutsch & Bonnet        | DB HBR4                   | Paul Armagnac        | Rang 15 und Klassensieg |                           |
| 1961 | Automobiles Deutsch et Bonnet       | DB HBR4                   | Robert Bouharde      | Rang 18 und Klassensieg |                           |
| 1962 | Société des Automobiles René Bonnet | René Bonnet Djet 2 Spider | Paul Armagnac        | Rang 18                 |                           |
| 1963 | Automobiles René Bonnet             | René Bonnet RB5           | Jean Vinatier        | Ausfall                 | Defekt an der Benzinpumpe |
| 1964 | Automobiles René Bonnet             | René Bonnet Aerodjet      | Jean-Pierre Beltoise | Ausfall                 | Benzinpumpe               |

### Sebring-Ergebnisse
| Jahr | Team             | Fahrzeug | Teamkollege   | Platzierung             | Ausfallgrund     |
| ---- | ---------------- | -------- | ------------- | ----------------------- | ---------------- |
| 1956 | Brooks Stevens   | DB HBR   | Hal Ullrich   | Ausfall                 | Kupplungsschaden |
| 1959 | Deutsch & Bonnet | DB HBR4  | Paul Armagnac | Rang 17 und Klassensieg |                  |

### Einzelergebnisse in der Sportwagen-Weltmeisterschaft
| Saison | Team                                   | Rennwagen                | 1   | 2   | 3   | 4   | 5   | 6   | 7   | 8   | 9   | 10  | 11  | 12  | 13  | 14  | 15  | 16  | 17  | 18  | 19  | 20  | 21  | 22  |
| ------ | -------------------------------------- | ------------------------ | --- | --- | --- | --- | --- | --- | --- | --- | --- | --- | --- | --- | --- | --- | --- | --- | --- | --- | --- | --- | --- | --- |
| 1954   | Deutsch & Bonnet                       | DB HBR                   | BUA | SEB | MIM | LEM | RTT | CAP |     |     |     |     |     |     |     |     |     |     |     |     |     |     |     |     |
| 1954   | Deutsch & Bonnet                       | DB HBR                   |     | 21  |     |     |     |     |     |     |     |     |     |     |     |     |     |     |     |     |     |     |     |     |
| 1955   | Deutsch & Bonnet                       | DB HBR                   | BUA | SEB | MIM | LEM | RTT | TAR |     |     |     |     |     |     |     |     |     |     |     |     |     |     |     |     |
| 1955   | Deutsch & Bonnet                       | DB HBR                   |     |     |     | DNF | 17  |     |     |     |     |     |     |     |     |     |     |     |     |     |     |     |     |     |
| 1956   | Brooks Stevens                         | DB HBR                   | BUA | SEB | MIM | NÜR | KRI |     |     |     |     |     |     |     |     |     |     |     |     |     |     |     |     |     |
| 1956   | Brooks Stevens                         | DB HBR                   |     | DNF | DNF |     |     |     |     |     |     |     |     |     |     |     |     |     |     |     |     |     |     |     |
| 1957   | Deutsch & Bonnet                       | DB HBR                   | BUA | SEB | MIM | NÜR | LEM | KRI | CAR |     |     |     |     |     |     |     |     |     |     |     |     |     |     |     |
| 1957   | Deutsch & Bonnet                       | DB HBR                   |     |     | DNF |     | DNF |     |     |     |     |     |     |     |     |     |     |     |     |     |     |     |     |     |
| 1958   | Deutsch & Bonnet                       | DB HBR4                  | BUA | SEB | TAR | NÜR | LEM | RTT |     |     |     |     |     |     |     |     |     |     |     |     |     |     |     |     |
| 1958   | Deutsch & Bonnet                       | DB HBR4                  |     | 12  |     |     |     |     |     |     |     |     |     |     |     |     |     |     |     |     |     |     |     |     |
| 1959   | Deutsch & Bonnet                       | DB HBR4                  | SEB | TAR | NÜR | LEM | RTT |     |     |     |     |     |     |     |     |     |     |     |     |     |     |     |     |     |
| 1959   | Deutsch & Bonnet                       | DB HBR4                  | 17  | DNF | 31  | DNF |     |     |     |     |     |     |     |     |     |     |     |     |     |     |     |     |     |     |
| 1960   | Gérard Laureau Deutsch & Bonnet        | DB Coupé DB HBR5 DB HBR4 | BUA | SEB | TAR | NÜR | LEM |     |     |     |     |     |     |     |     |     |     |     |     |     |     |     |     |     |
| 1960   | Gérard Laureau Deutsch & Bonnet        | DB Coupé DB HBR5 DB HBR4 |     |     | 16  | 39  | 15  |     |     |     |     |     |     |     |     |     |     |     |     |     |     |     |     |     |
| 1961   | Gérard Laureau Automobiles René Bonnet | DB HBR5                  | SEB | TAR | NÜR | LEM | PES |     |     |     |     |     |     |     |     |     |     |     |     |     |     |     |     |     |
| 1961   | Gérard Laureau Automobiles René Bonnet | DB HBR5                  |     | DNF | 35  | 18  |     |     |     |     |     |     |     |     |     |     |     |     |     |     |     |     |     |     |
| 1962   | René Bonnet Automobiles René Bonnet    | René Bonnet Djet         | DAY | SEB | SEB | MAI | TAR | BER | NÜR | LEM | TAV | CCA | RTT | NÜR | BRI | BRI | PAR |     |     |     |     |     |     |     |
| 1962   | René Bonnet Automobiles René Bonnet    | René Bonnet Djet         |     |     |     |     |     |     | 19  | 18  | 12  |     |     |     |     |     |     |     |     |     |     |     |     |     |
| 1963   | René Bonnet                            | René Bonnet Djet         | DAY | SEB | SEB | TAR | SPA | MAI | NÜR | CON | ROS | LEM | MON | WIS | TAV | FRE | CCE | RTT | OVI | NÜR | MON | MON | TDF | BRI |
| 1963   | René Bonnet                            | René Bonnet Djet         |     |     |     | 20  |     |     | 36  |     |     | DNF |     |     | 25  |     |     |     |     |     |     |     | DNF |     |
| 1964   | Automobiles René Bonnet                | René Bonnet Djet         | DAY | SEB | TAR | MON | SPA | CON | NÜR | ROS | LEM | REI | FRE | CCE | RTT | SIM | NÜR | MON | TDF | BRI | BRI | PAR |     |     |
| 1964   | Automobiles René Bonnet                | René Bonnet Djet         |     |     |     |     |     |     | DNF |     | DNF | DNF |     |     |     |     |     |     |     |     |     |     |     |     |